# Райт, Ричард
Ри́чард Уи́льям Райт (англ. Richard William Wright, также Рик Райт, англ. Rick Wright; 28 июля 1943, Хэтч-Энд, Мидлсекс, Англия, Британская империя (ныне боро Харроу, Лондон) — 15 сентября 2008, Лондон) — британский пианист, клавишник, автор песен и певец, более всего известный участием в группе Pink Floyd.

## Биография

### Детство и юность
Ричард Уильям Райт родился 28 июля 1943 года в Мидлсексе в семье биохимика Роберта Райта, работавшего в компании Unigate Dairies, и его жены Дэйзи; детство провёл в Хэтч-Энде, северном пригороде Лондона, а начальное образование получил в Haberdashers' Aske’s School. В четыре года он начал играть на фортепиано; позже — овладел гитарой, трубой и тромбоном.
В 1962 году Райт поступил в Политехнический институт на Риджент-стрит на архитектурный факультет, где познакомился с Роджером Уотерсом и Ником Мэйсоном, а вскоре вошёл в их группу, которая меняла названия: Sigma 6, The Abdabs, The Megadeths. В этих составах время от времени появлялась и его будущая жена Джульет Гэйл. Гитарист Клайв Меткалф вспоминал: «Джульет была прелестна и пела блестяще. Она исполняла блюз — такие вещи, как „Summertime“. Рик Райт же был просто невероятно молчалив. Пожалуй, я так по-настоящему и не узнал его».
Вскоре, утратив интерес к архитектуре, Райт покинул Лондонский Политехнический и перешёл в Лондонский музыкальный колледж. В то время он уже писал песни, более того, одну из них, «You’re the Reason Why», предложил ливерпульской поп-группе Adam, Mike & Tim, которая выпустила её синглом.

### Pink Floyd
В 1965 году с приходом Сида Барретта состав, в котором играл Райт, превратился сначала в The Pink Floyd Sound, затем в Pink Floyd. Группа, начинавшая с исполнения ритм-энд-блюзового материала, быстро стала одной из ведущих на андеграундной лондонской психоделической сцене. К 1967 году Pink Floyd уже обладали собственным узнаваемым стилем; в их репертуаре преобладали продолжительные композиции, напоминавшие сюиты, в которых использовались элементы хард-рока, блюза, фолка и квазиклассической музыки.
Когда The Pink Floyd приступили к записи своего дебютного альбома The Piper at the Gates of Dawn, образование, полученное Райтом, сыграло немаловажную роль.

Все, включая меня, недооценивали Рика. Но он был очень важен для тех ранних записей. Я помню, как он разбирался со всеми этими гармониями и аранжировками, говорил, кому что петь, настраивал бас-гитару Роджера… 
— Питер Дженнер, менеджер
Склонный к экспериментаторству и структурным исследованиям, Райт был идеальным сподвижником для фронтмена Сида Барретта. Позже Райт признавался, что в какой-то момент даже рассматривал возможность уйти вместе с Барреттом из группы и продолжить работу дуэтом. По словам Ника Мэйсона, «…Рик любил мелодичность, но… был начисто лишён всяких предрассудков относительно возможностей использования клавишных». Сам Райт так говорил о себе:

Когда-то я мечтал о технической оснащённости, хотел стать концертирующим пианистом, — но увы, этого у меня не было. Все мы выросли самоучками. Я научился играть на фортепиано самостоятельно, в четыре года, без преподавателя, поэтому техника игры у меня совершенно неправильная. Я не смог бы даже сыграть гамму, как этому учат в школе. Но у меня не было с этим проблем, потому что я всегда следовал глубокой мудрости, которую лучше других выразил Майлз Дэвис: «Не ноты имеют значение, а паузы между ними».

Для второго альбома A Saucerful of Secrets Райт написал две вещи: «See-Saw» и «Remember a Day» — по словам Мэйсона, «печальные песни в барреттовской традиции». Однако сотрудничество с Барреттом вскоре прекратилось, и это произвело на клавишника группы гнетущее впечатление. Райт рассказывал, что с самого начала находился под сильным влиянием Барретта, а в своих фортепианных пассажах, как правило, лишь следовал идеям лидера, словно бы «играя в вопросы и ответы».
Однако, заменивший Барретта Дэвид Гилмор не просто нашёл с Райтом общий музыкальный язык, но и (как сам вспоминал много позже) имел с ним «почти телепатическое» взаимопонимание. Последнее идеально проявилось в «Echoes», композиции, занявшей всю вторую сторону альбома Meddle, которую Рик Райт всегда называл своей любимой. Экспериментируя в студии Эбби-Роуд, он создал ставший впоследствии знаменитым ping-эффект (которым начинается «Echoes»). «У меня стоит перед глазами такая картина: Рик работает, не обращая внимание на войны, бушующие вокруг», — говорил Мэйсон. «Он мог молча сидеть в углу целыми днями, но каждый раз именно его выступление оказывалось центральным эпизодом студийной сессии», — вспоминал звукоинженер Джон Лекки.
После выхода альбома The Dark Side of the Moon о Райте заговорил весь мир. В 1973 году, когда на виду были клавишники-виртуозы Кит Эмерсон и Рик Уэйкман, Райт заявил о себе как о мастере звуковых структур. «Я не хочу быть самым быстрым пианистом планеты. Мой пример — это Майлз Дэвис, который мог целый такт держать одну ноту», — говорил он. Идеальными иллюстрациями такого подхода могут служить «The Great Gig in the Sky», мини-сюита для фортепиано и женского вокала, а также «Us and Them», где Райт свою партию, сам того не подозревая, сыграл (на рояле, а не на Хаммонде, который использовал до этого) под фонограмму, а не под живой аккомпанемент группы, которая должна была находиться в соседней комнате. По словам звукоинженера Алана Парсонса, «то, что началось как розыгрыш в адрес Рика, превратилось… в одну из лучших вещей, когда-либо им созданных». Роджер Уотерс называл «Us And Them» одной из своих любимых песен Pink Floyd и даже когда окончательно рассорился с Райтом, продолжал отмечать огромный вклад клавишника группы в создание альбома The Dark Side of the Moon.
Значительный вклад Райт внёс и в создание альбома Wish You Were Here: звучание его синтезатора VCS3 оформило общую атмосферу пластинки, в частности, её центральных вещей: «Shine On You Crazy Diamond» и «Welcome to the Machine». По словам Рика Блейка, корреспондента журнала Mojo, «альбом звучит как бенефис Рика Райта, звуковая выставка его идей».
Сам Райт назвал Wish You Were Here своим любимым альбомом Pink Floyd.
Игра Райта в Animals (1977) была безупречной, но здесь у него наступил творческий кризис: клавишник группы практически ничего не написал для альбома. Не исключено, что негативно сказались на его творческой форме обстоятельства личной жизни: распадающийся брак с Джульетт и увлечение частными вечеринками, проводившимися как на купленной им незадолго до этого ферме The Old Rectory в селении Терфилд в Кембриджшире, так и на греческом острове Родос, где он обустроил себе второй дом. Некоторые гости вспоминали впоследствии, что Райт не ограничивал себя ни в чём, а от кокаина становился ещё более замкнутым и подавленным.
Сольный альбом Рика Райта Wet Dream (1978) тематически был словно бы разорван пополам: умиротворённая, пасторальная часть материала была посвящена острову Родос, нервная и неровная — его отношениям с Джульетт. Альбом не имел коммерческого успеха.

### Уход из Pink Floyd
Давние трения между Райтом и Уотерсом обострились во время работы над The Wall, альбомом, большую часть материала для которого подготовил бас-гитарист группы. В ходе сессий, которые организовал во Франции продюсер Боб Эзрин, Райт почти не играл и, как признавался позже сам, чувствовал себя «словно бы замороженным». «Мы уходили из студии вечером, и у него была вся ночь, чтобы что-то придумать, но он так ничего и не привнёс. Он просто просиживал, и это нас всех сводило с ума», — вспоминал Дэвид Гилмор. Агрессивность Уотерса не способствовала улучшению атмосферы в студии.

Рик не из тех, кто хорошо работает под давлением, а порой чувствовалось, что Роджер настраивает его на провал. Рик податлив нервозности. Его надо оставить в покое, чтобы он был в свободном полёте, чтобы творил…
Оригинальный текст (англ.)Rick is not a guy who performs well under pressure, and it sometimes felt that Roger was setting him up to fail. Rick gets performance anxiety. You have to leave him alone to freeform, to create…
— Боб Эзрин
Вскоре под давлением Уотерса Райт покинул Pink Floyd, но согласился отыграть с группой в туре, как рядовой сессионный музыкант. «Я думал, что если буду играть хорошо, Роджер признает, что был неправ», — говорил Райт, но этого не произошло. С другой стороны, Райт получил деньги за свою работу, в то время как участникам коллектива пришлось за свой счёт покрывать финансовые издержки от своих грандиозных сценических постановок.
К созданию музыки Райт вернулся лишь через два года после ухода из Pink Floyd: слишком отвлекали его греческий дом, яхта и невеста Франка, модель, ставшая дизайнером. Для работы над второй сольной пластинкой Райт пригласил Дэйва «Ди» Харриса, в недавнем прошлом — вокалиста нововолновой группы Fashion. Они приступили к работе в домашней студии Райта в Кембриджшире. Харрис, боготворивший Pink Floyd, пытался уговорить Райта сыграть на Хаммонде, но сделать это было, по его словам, чрезвычайно трудно. Рик хотел создавать нечто в духе его любимых исполнителей того времени: Talking Heads, Питера Гэбриэла и Ино. «У нас был Fairlight, но что бы мы ни записывали, звучало оно, как робот», — вспоминал Харрис. Харрис и Райт (под вывеской Zee) выпустили альбом Identity, успеха не имевший и критикой не замеченный. Харрис ушёл из проекта, чтобы заняться продюсерской деятельностью: на этом сотрудничество завершилось.

### Возвращение и концертная деятельность
После ухода Уотерса из Pink Floyd Мэйсон и Гилмор, тем не менее, решили сохранить группу, а в преддверии предстоявших судебных разбирательств вернуть Райта в группу. (Ещё на обложке альбома A Momentary Lapse of Reason имя Райта значилось среди сессионных музыкантов. Как и на концертах «The Wall» в турне его дублировал второй клавишник, на этот раз Джон Кэрин. Однако к моменту выхода The Division Bell (1994) Райт был полностью восстановлен в правах участника группы).
Второй сольный альбом Рика Райта, Broken China (1996), был, однако, преисполнен меланхолией: он рассказывал о депрессии, которой страдал «близкий друг» — как выяснилось впоследствии, его новая жена Милли (Хоббс, американская модель). Музыкальные критики лучшим треком альбома сочли заключительный, «Breakthrough», партию вокала в котором исполнила Шинейд О’Коннор.
Райт мечтал ещё раз записаться с Pink Floyd, но этим мечтам не суждено было сбыться. Группа выступила с Роджером Уотерсом, другими словами в «классическом» составе (Гилмор, Уотерс, Райт и Мэйсон) на Live 8 в 2005 году, впервые, спустя 20 лет, но это не повлекло за собой ожидавшегося воссоединения группы. Райт сыграл в сольном альбоме Гилмора On an Island (2006), хотя, как вспоминал гитарист, «затащить его в студию и заставить играть было нелегко». В ходе последовавшего турне Райт раз за разом исполнял свою классику: «Echoes», «Time», «The Great Gig In The Sky», каждый раз наслаждаясь овациями. Райт говорил, что это был для него счастливейший тур всей жизни.

### Смерть
Ричард Райт умер 15 сентября 2008 года от рака в своём доме в Великобритании в возрасте 65 лет.
Смерть прервала работу Райта над новым сольным альбомом, который должен был состоять из серии инструментальных произведений. Дэвид Гилмор тут же дал понять, что воссоединение Pink Floyd невозможно: «Никто не сможет заменить Рика Райта». Тем не менее, Гилмор и Мейсон воссоединились в 2013—2014 годах для записи последнего альбома группы, состоящего из записей, не попавших в альбом The Division Bell. Новый альбом был назван The Endless River и, по заявлениям Гилмора, был посвящён памяти Райта. В альбоме присутствует несколько композиций, автором которых является сам Райт, все клавишные партии в записях также были исполнены им.

## Дискография

### Pink Floyd
Ричард Райт участвовал в создании всех альбомов Pink Floyd, кроме альбома The Final Cut.
- The Piper at the Gates of Dawn (5 августа 1967)
- A Saucerful of Secrets (29 июня 1968)
- More (27 июля 1969)
- Ummagumma (25 октября 1969)
- Atom Heart Mother (10 октября 1970)
- Meddle (30 октября 1971)
- Obscured by Clouds (3 июня 1972)
- The Dark Side of the Moon (24 марта 1973)
- Wish You Were Here (15 сентября 1975)
- Animals (23 января 1977)
- The Wall (30 ноября 1979)
- A Momentary Lapse of Reason (7 сентября 1987)
- The Division Bell (30 марта 1994)
- The Endless River (октябрь 2014)

### Сольная дискография

#### Студийные альбомы
- Wet Dream (15 сентября 1978)
- Identity («Zee») (9 апреля 1984)
- Broken China (26 ноября 1996)

#### Синглы
- «Confusion» («Zee») (12 марта 1984)
- «Runaway» (1996)

### Записи с участниками Pink Floyd

#### Вместе с Дэвидом Гилмором
- On an Island (6 марта 2006)
- Live in Gdańsk (2008)

#### Вместе с Сидом Барретом
- Barrett (14 ноября 1970)